# Duncan Weir
Duncan Weir (Rutherglen, 10 maggio 1991) è un rugbista a 15 britannico internazionale con la Scozia. Gioca attualmente come mediano d'apertura con Glasgow Warriors in URC.

## Biografia
Dopo avere inizialmente cominciato a giocare a calcio da ragazzo, attirando anche l'attenzione degli osservatori di squadre quali Celtic, Aberdeen, Dunfermline e Kilmarnock, Duncan Weir in seguito si dedicò definitivamente al rugby arrivando a rappresentare la Scozia a livello under-17, under-19 e under-20. Dopo una breve parentesi con i Glasgow Hawks, nel 2010 firmò un contratto da professionista con i Glasgow Warriors.
Il suo debutto in ambito internazionale avvenne il 26 febbraio in occasione della partita contro la Francia, all'interno del Sei Nazioni 2012; subentrato dalla panchina per sostituire l'apertura Greig Laidlaw, Weir segnò pure due punti trasformando una meta (alla fine la Francia si impose a Murrayfield 23-17). Relegato inizialmente in panchina durante il Sei Nazioni 2013, fu poi scelto come apertura titolare per le ultime due gare. L'anno successivo, con il suo drop realizzato a Roma contro l'Italia allo scadere del tempo di gioco (la Scozia sconfisse l'Italia 21-20), firmò l'unica vittoria scozzese al Sei Nazioni 2014 evitando il "cucchiaio di legno" alla propria nazionale.
Nel 2015 Weir vinse con i Glasgow Warriors il primo campionato Pro12 nella storia della franchigia scozzese. In seguito fu convocato per la Coppa del Mondo di rugby 2015, dove collezionò due presenze nella fase a gironi segnando una meta nella partita vinta 39-16 contro gli Stati Uniti.

## Palmarès
- United Rugby Championship: 2
Glasgow Warriors: 2014-15, 2023-24